# بيل كوك
بيل كوك (بالإنجليزية: Bill Cook)‏ (و. 1896 – 1986 م) هو لاعب هوكي الجليد كندي، ولد في برانتفورد، أونتاريو، مركز لعبه هو جناح ‏، توفي في كينغستون، عن عمر يناهز 90 عاماً.
.

## جوائز
حصل على جوائز منها:
- كأس ستانلي.

## روابط خارجية
- بيل كوك على موقع دوري الهوكي الوطني (الإنجليزية)
- بيل كوك على موقع EliteProspects.com (الإنجليزية)
- بيل كوك على موقع HockeyDB.com (الإنجليزية)
- بيل كوك على موقع Hockey-Reference.com (الإنجليزية)